# Kenta Miyake
Kenta Miyake (jap. 三宅 健太 Miyake Kenta; ur. 23 sierpnia 1977 w prefekturze Okinawa) – japoński seiyū związany z agencją 81 Produce.

## Role głosowe
- 2000: Saiyuki – Demon
- 2000: Gravitation –
  - Reporter,
  - Furyo
- 2002–2006: MegaMan NT Warrior –
  - Hrabia Elec,
  - WhaleMan
- 2002: Digimon Frontier – Dynasmon
- 2002–2007: Naruto – Jirōbō
- 2002: Pokémon –
  - Sakaki (Giovanni)[a],
  - Akagi (Cyrus),
  - Różne głosy
- 2003: Wolf’s Rain – Tsume
- 2003: Sonic X – Vector the Crocodile
- 2003: Last Exile – Jim
- 2003: Avenger – Gates
- 2003: Tsukihime – Nero Chaos
- 2004: Bobobo-bo Bo-bobo –
  - Maiteru,
  - Sparkman,
  - Goemon Ishikawa,
  - Crimson
- 2004: Transformerzy: Wojna o Energon –
  - Landmine,
  - Omega Supreme
- 2004: Tenjo tenge – Kōji Sagara
- 2004: Kyō kara maō! – Furyo
- 2004: Initial D – Ishii
- 2004: Mistrzowie kaijudo – Chappy
- 2004: Bleach –
  - Shiroganehiko,
  - Shinigami,
  - Charlotte Kurohon
- 2005: Hachimitsu to Clover – Kazuo Aida
- 2006: D.Gray-man – Sukkin Borikku
- 2007: Naruto Shippūden –
  - Akatsuchi,
  - Tekuno Kanden
- 2008: To Love-Ru – Mojack
- 2015: Shimoneta to iu gainen ga sonzaishinai taikutsu na sekai – Raiki Gōriki[2]